# Grande vitesse ferroviaire en Italie
Pour des articles plus généraux, voir Grande vitesse ferroviaire et Transport ferroviaire en Italie.

Le réseau en 2012 et prévu de lignes à grande vitesse en Italie

La grande vitesse ferroviaire en Italie consiste en un réseau de lignes à grande vitesse (LGV) parcouru par des trains à grande vitesse, les ETR 500 et, depuis 2015, les ETR 1000:
- la première LGV d'Europe, la Direttissima reliant Rome à Florence a été mise en service en 1978 et sa vitesse de circulation maximale était alors de 250 km/h. À la suite de travaux de mise à niveau terminés en 2002, la ligne a une vitesse commerciale de 300 km/h entre Florence et Arezzo ;
- la deuxième LGV entre Rome et Naples est mise en service en janvier 2006 ;
- la LGV Turin - Milan, a été complètement ouverte le 5 décembre 2009. Le premier tronçon entre Turin et Novare était en service depuis le 7 février 2006[1]. Elle est parcourue à la vitesse commerciale de 300 km/h par les rames ETR 500 et ETR 1000 ;
- le 5 décembre 2009 a eu lieu l'inauguration commerciale des 1 000 km de la ligne complète  Turin - Milan - Rome - Naples - Salerne après l'achèvement des derniers tronçons[2].

La LGV Milan - Vérone est en construction. Les tronçons Milano Centrale-Brescia et Padoue-Venise sont en service depuis le 1er mars 2007, seul le tronçon Brescia-Padoue, 115 km, en cours de réalisation, reste à terminer. La LGV Turin-Milan vers Gênes est en cours de réalisation avec un tunnel de 27 km, et la LGV Venise - Trieste est en projet. 
Les travaux préliminaires pour la Liaison ferroviaire transalpine Lyon-Turin, dont le tunnel est financé à 70 % par l'Italie (pour le raccordement avec le réseau français), sont en cours d'exécution (2009).

## Lignes à grande vitesse
Les motivations sont nombreuses. 
Le projet de LGV entre dans le cadre de la réorganisation des nœuds ferroviaires urbains et la mise à quatre voies des lignes à fort trafic, à savoir les plus importantes du pays : 
- la dorsale Milan-Naples
- la transversale Turin-Milan-Venise.

Les premières à être réalisées ont été celles situées sur la dorsale, et la ligne entre Padoue et Venise-Mestre.
Conçues selon les nouveaux standards technologiques et les récentes directives européennes, les lignes à grande vitesse sont affectées au transport de passagers et de marchandises sur des trajets de moyenne ou longue distance, dans le but de s'intégrer au sein du réseau de transport européen.
L'objectif principal est de transformer le réseau ferré italien en un réseau de grande capacité. En effet, la construction de lignes nouvelles permet, outre l'amélioration des conditions de sécurité, un doublement du nombre de sillons. La fréquence des trains est donc améliorée.
Une fois allégées, les lignes existantes peuvent être entièrement affectées au trafic régional et au transport de marchandises. Le transport Fret peut donc être relié aux principaux points modaux, ports comme aéroports.

### Rééquilibre modal
Le système de transport italien était fortement déséquilibré en faveur du réseau routier et autoroutier, avec inévitablement des coûts environnementaux, sociaux et économiques : bouchons, et nombreux accidents de la route entrainant une pénalisation de la productivité et de la distribution.
En 2004, les données relatives aux flux internes de marchandises et de passagers mettaient en évidence la prédominance du transport routier qui comprenait 45 % de la marchandise transportée et 92,5 % du trafic des voyageurs. 
Les pourcentages des marchandises transportées par voie maritime diminuaient (17,8 %) et la part du trafic marchand réalisée par moyen aérien était très faible (0,4 %) puisqu'elle touchait surtout le transport international de marchandises. 
- Le transport ferroviaire enregistrait une augmentation en termes absolus (25,07 millions de tonnes-km) mais restait constant en termes de pourcentage : 11,5 % du trafic marchand total.
- En ce qui concerne le trafic des passagers, les pourcentages faisant référence aux autres modalités de transport restaient environ constants par rapport à 2003 : 0,4 % par voie maritime, 1,3 % par navigation aérienne, et 5,9 % par les chemins de fer[7].

Développer et améliorer le service ferroviaire italien à travers la réalisation de nouvelles lignes ferroviaires était par conséquent l'objectif indispensable pour rééquilibrer le système des transports et contribuer au développement et à la compétitivité sur le marché international en rattrapant le retard accumulé au cours des dernières décennies par rapport à d'autres pays de l'Europe, où depuis un certain temps déjà l'offre de transport ferroviaire peut compter sur l'attractivité, l'efficacité et la sécurité de lignes à Grande Vitesse.
En suivant la ligne des plans communautaires de développement d'un réseau européen à Grande Vitesse, le Groupe des Chemins de Fer de l'État italien a réalisé et réalise actuellement de nouvelles lignes ferroviaires à la pointe de la technologie, et dans la lignée des standards européens d'interopérabilité, sur lesquels pourront voyager aussi bien des passagers que des marchandises, avec l'objectif de transformer le réseau ferroviaire italien dans son ensemble en un réseau à Haute Capacité. 
Au sein de la nouvelle Europe élargie, les nouvelles lignes AV/AC (Grande Vitesse/Grande Capacité) jouent un rôle essentiel pour valoriser la centralité, l'accessibilité et l'intégration du territoire italien et de son système productif et logistique. 
Les deux lignes directrices au long desquelles se développent les nouvelles voies, du nord au sud et de l'ouest à l'est, représentent en fait le croisement idéal de rencontre entre les systèmes portuaires méditerranéen et nord-européen et entre l'Europe occidentale et les marchés en expansion en Europe de l'est.
Le système AV/AC Grande Vitesse/Grande capacité italien se développe avec environ 1 487 km (2019) de voies (interconnexions comprises) le long des axes ferroviaires les plus fréquentés et les plus saturés du pays à travers la transversale Turin-Milan-Venise, la dorsale Turin-Milan-Rome-Naples, avec son antenne vers le port de Gênes, et donc au-delà de 2 000 km le long des liaisons avec l'Europe du nord, à travers les cols des Alpes, et avec le sud de l'Italie, entre Naples, Bari et Reggio de Calabre jusqu'à Palerme, en Sicile en traversant le Pont de Messine.

### Un réseau à grande capacité
Pour rendre le projet de Grande Vitesse italien entièrement fonctionnel par rapport au renforcement des chemins de fer du pays dans leur ensemble en transformant le réseau ferroviaire en un ensemble à "Grande Capacité" (AC en Italien) avec accès immédiat aux principaux réseaux de transport et d'échange, les nouvelles lignes sont destinées surtout au transport de long trajet de passagers et de marchandises. 
Les standards de construction utilisés, les paramètres géométriques du tracé, les charges maximales et le gabarit d'encombrement limite admis, sont réalisés afin de rendre accessible la nouvelle infrastructure à différents types de trains et de garantir la compatibilité avec le réseau à Grande Vitesse européen tout comme avec les lignes nationales déjà existantes. 
L'échange entre ces dernières et les nouvelles lignes est rendu possible par les interconnexions : grâce à elles, il est possible non seulement de garantir les liaisons directes et rapides entre des grands terminaux, mais également d'étendre la zone d'usage des lignes rapides aux villes de taille moyenne qui ne sont pas toutes directement traversées par ces nouvelles lignes. Enfin, cela permet de créer des liaisons plus efficaces avec les grands terminaux logistiques.
Avec l'activation du nouveau service, le nombre de trains en circulation sur les lignes directrices quadruplées est presque doublé. Les lignes existantes, allégées pour la plus grande partie du trafic actuel, peuvent être entièrement affectées au transport des marchandises et au transport local et métropolitain (urbain).
Grâce à la séparation des trafics, il est possible :
- d'optimiser les délais de transport et l'efficacité de la chaine logistique ;
- d'augmenter l'offre des marchandises sur la ligne historique à travers le déplacement du trafic passager à longue distance sur la nouvelle infrastructure ;
- de garantir sur les nouvelles lignes un service plus efficace pour le transport des marchandises de qualité sur les longs trajets dans des bandes horaires spécifiques (en majorité nocturnes).

Les services ferroviaires régionaux sont en train d'être redessinés et, avec l'entrée des lignes rapides dans les grandes villes, il est possible de compléter le processus de réorganisation des grands nœuds ferroviaires, en modifiant les schémas de mobilité urbaine, qui étaient désormais parvenues à un point de rupture car ils n'étaient pas supportés par des infrastructures adéquates à la croissance des villes dans les dernières décennies. 
Pour réguler les temps et les modalités d'intégration des lignes rapides avec le réseau ferroviaire historique et, de manière plus générale, avec toute l'infrastructure de transport, les "Trains à Grande Vitesse" et le réseau des chemins de fer italien ont passé des accords formels avec les régions intéressées par la construction du nouveau réseau et avec les corps institutionnels compétents.
Chaque région a ainsi l'occasion d'améliorer son propre réseau de transports, conformément aux objectifs poursuivis au niveau national : 
- développement du réseau ferroviaire ;
- rééquilibre de la répartition qualitative du trafic ;
- redéfinition de l'offre de transport de marchandises ;
- restructuration des zones ferroviaires urbaines ;
- création de centres d'échange avec les lignes de transport publiques métropolitaines et de banlieues.

### Des trajets plus rapides
L'utilisation des technologies les plus avancées et l'adoption des meilleurs standards de sécurité pour les trains, mêlée aux caractéristiques particulières des tracés, permettent aux Trains à Grande Vitesse de réduire les temps de trajet, aussi bien entre les différentes villes concernées par les nouvelles lignes que de manière générale, entre les différents centres desservis par le réseau ferroviaire.
Les interconnexions des nouvelles lignes avec les voies existantes permettent d'étendre les bénéfices des nouvelles liaisons sur tout le système ferroviaire, en rapprochant le nord du sud de l'Italie et l'Italie du reste du l'Europe.
Pour aller de Milan à Rome, il faut maintenant 3 h au lieu de 4 h 15, et le trajet de Turin à Naples dure seulement 5 h au lieu d'environ 8 h 30.
Les trains qui circulent aujourd'hui sur cette ligne sont les ETR 500 et ETR 1000 de Trenitalia ainsi que les ETR 575 de la compagnie Nuovo Trasporto Viaggiatori.
Le tableau indique les temps de trajet actuels avec les lignes à grande vitesse complètement opérationnelles.
| Ligne            | Temps sur ligne traditionnelle | Temps sur nouvelle ligne, le 13 décembre 2009 |
| ---------------- | ------------------------------ | --------------------------------------------- |
| Turin-Milan      | 1 h 30                         | 50 min                                        |
| Milan-Bologne    | 1 h 42                         | 56 min                                        |
| Milan-Rome       | 4 h 24                         | 2 h 59                                        |
| Bologne-Florence | 59 min                         | 30 min                                        |
| Florence-Rome    | 1 h 35                         | 1 h 20                                        |
| Rome-Naples      | 1 h 45                         | 1 h 5                                         |

| Ligne                    | Distance actuelle | Temps passés | Temps sur les nouvelles lignes |
| ------------------------ | ----------------- | ------------ | ------------------------------ |
| Milan-Venise S. Lucia    | 212 km            | 2 h 43       | 1 h 25                         |
| Milan-Gênes Terzo Valico | 154 km            | 1 h 32       | 1 h 32                         |

### Développement durable
Le territoire italien est extrêmement compliqué de par sa nature orographique, ses paysages, sa forte modification de la part des hommes, son importance notable de témoignages archéologiques et historico-artistiques. 
De telles caractéristiques imposent l'adoption d'une politique marquée au regard du respect maximal de l'environnement et des biens culturels et archéologiques, richesses défendues par le projet de Trains à Grande Vitesse qui y tient tout particulièrement, dans une optique d'harmonisation entre passé et futur, entre nature et technologie.

### Développement économique
Le quadruplement rapide des principales lignes ferroviaires représente une occasion considérable de développement pour le système économique du pays. Offrir à des personnes et à des marchandises des infrastructures de transport fluides, rationnelles et accessibles, signifie en fait développer la productivité générale et acquérir une compétitivité majeure sur le marché international. 
L'impact social et économique des investissements d'infrastructures dans les transports doit être considéré sous divers aspects.
Déjà dans la phase de complètement, la réalisation des nouvelles lignes a permis d'activer plusieurs secteurs de l'industrie nationale, celui du partage des travaux publics, celui relatif aux matériaux et aux fournitures électriques, et celui concernant les moyens de transport. Du côté de l'emploi, cela a produit des bénéfices sur le plan de l'emploi direct, indirect et induit.
Il est évident que la réorganisation des services de mobilité, inclus ceux se trouvant au niveau local et régional, peut favoriser l'économie italienne sur le plan national et international, permettant la circulation des marchandises et des passagers à des coûts compétitifs, en offrant aux entreprises un service distributif rapide, pratique, sûr, et écologique.

### Développement urbain
Les interventions sur les nœuds ferroviaires situés dans les environnements urbains à forte densité humaine, en tant que points de changement et d'alimentation du réseau ferroviaire aussi bien à l'échelle locale que nationale, occupent un rôle central sur le plan des investissements du Groupe FS. De l'efficacité de leur organisation dépend en fait la fluidité du trafic ferroviaire dans son ensemble, tout comme la possibilité de redessiner le système de mobilité urbaine, congestionnée par le trafic routier.
Pour les grandes villes traversées par les nouvelles lignes rapides, la nouvelle infrastructure doit représenter le point d'appui de la réorganisation des systèmes de transport. Au sein des grands nœuds ferroviaires, les nouvelles lignes, en accueillant les trafics sur long trajet, rendent disponibles les lignes existantes, par un service de type métropolitain et régional à haute fréquence et à horaire rythmé. 
Parallèlement, les gares destinées à accueillir les trains qui voyagent sur les nouvelles lignes sont en train d'être restructurées en fonction du nouveau service et dans certains cas seront intégrées avec des gares complètement nouvelles (Naples-Afragola, Bologne, Reggio Emilia).
Des interventions pour l'intégration et l'échange entre les différents systèmes de transports seront réalisées : trains rapides, trains au service de la zone métropolitaine, tramways, autobus et voiture privée. 
Une attention particulière doit être accordée à l'insertion urbanistique, environnementale et sociale des nouvelles œuvres ferroviaires. À Rome, par exemple, où la ligne rapide utilise une partie d'une ligne régionale existante heureusement replacée, la continuité urbaine entre les zones actuellement divisées par la voie ferrée sera restaurée.
Les interventions principales ont été projetées en plans globaux de réorganisation du transport métropolitain entier. L'attention principale a été réservée aux engagements imposés par la valeur environnementale, historique, monumentale et archéologique des villes italiennes touchées par le passage des nouvelles lignes.

## Les trains à grande vitesse

### Le contexte historique
Durant les années 1930, les Ferrovie dello Stato Italiane (FS) l'entreprise ferroviaire publique d'Italie créée en 1905, après l'unification de l'Italie intervenue en 1860, avaient envisagé un très ambitieux programme de modernisation du réseau mais aussi du matériel roulant. La société avait hérité des réseaux et du matériel roulant exploités par des compagnies publiques et surtout privées en service dans chaque État indépendant avant l'unification italienne. À partir de 1925, le royaume d'Italie s'était fixé comme objectif d'électrifier tout son réseau après une première expérience très concluante qui avait consisté à électrifier sous 3 kV continu la ligne Benevento-Foggia dans le sud du pays avec la mise en service des nouvelles locomotives électriques FS E.626. Une des premières liaisons importantes à électrifier était la ligne qui courait le long des Apennins : Milan–Bologne–Florence–Rome–Naples–Reggio de Calabre. En parallèle, les FS étudièrent de nouvelles locomotives pour assurer ces liaisons comme les FS E.326 de 1931 et FS E.428 de 1934. 
Pour assurer les liaisons locales et régionales, les FS disposaient déjà des autorails légers Fiat Littorina qui avaient complètement remplacé les anciens trains à vapeur. 
C'est dans ce contexte que les responsables italiens chargés d'établir le programme des transports du futur lancèrent un programme visant la grande vitesse sur rail. La première rame à grande vitesse italienne sera la rame ETR 200 de 1934, conçue et réalisée par Breda Costruzioni Ferroviarie qui a établi, en 1939, le record de vitesse sur une longue distance.
Les travaux d'électrification étaient longs et coûteux et beaucoup de lignes très importantes n'ont pas été immédiatement électrifiées comme la ligne Turin-Milan-Venise-Trieste ou Milan-Gênes. Pour ne pas pénaliser les voyageurs sur ces lignes, les FS décidèrent de concevoir un nouveau train qui devait avoir les mêmes caractéristiques de transport que les rames électriques ETR 200 : confort, silence et vitesse. Ces rames autonomes ne pouvant être équipées que de moteurs diesel : ce sera le projet FS ATR.100.

### Les rames ETR.200
À l'origine, l'ETR 200 devait être simplement un train rapide, mais le gouvernement fasciste de Benito Mussolini décida d'en faire le porte-drapeau de l'industrie ferroviaire italienne. En 1934, les premières études sur ce projet portèrent sur des technologies entièrement nouvelles pour chaque élément et composant, du carénage aérodynamique en acier spécial. Les extrémités furent étudiées dans la soufflerie de l'École polytechnique de Turin, ce qui justifie l'invention des têtes de train en forme de tête de vipère qui restera la référence en la matière pendant des décennies. 
En 1936, la société Breda C.F. (Società Italiana Ernesto Breda) livra le premier exemplaire : une rame climatisée insécable avec une puissance distribuée, composée de deux extrémités identiques et d'une voiture centrale intermédiaire, la rame étant montée sur quatre bogies (deux bogies Jacobs intermédiaires) de type « Cm 1000 » dont deux étaient équipés de moteurs Breda « T 62-R-100 » simples et les deux bogies d'extrémité de deux moteurs identiques chacun, un carénage enveloppant complet, des protections aérodynamiques sur les liaisons entre caisses et des pantographes à double structure en losange. 
Le train avait été initialement conçu pour une vitesse commerciale de 175 km/h, mais régulièrement la rame atteignait les 200 km/h sur certains tronçons. Le 6 décembre 1937, un voyage entre Rome et Naples en présence de techniciens et responsables français de la SNCF qui ne croyaient pas qu'une telle vitesse puisse être atteinte, purent constater que la rame dépassait bien cette vitesse insensée pour les technicens français. Le 20 juillet 1939, pour officialiser ce record, la rame normale des FS assurant la liaison Milan-Rome, fit homologuer sur le tronçon entre Florence et Bologne de 97 km une vitesse moyenne du trajet de 171 km/h et établi le record mondial de vitesse moyenne sur longue distance de 203 km/h et même une pointe à 214 km/h entre Pontenure et Piacenza.

### Les rames ATR.100
Comme ETR est l'acronyme de Elettro Treno Rapido - Rame Électrique Rapide, ATR est l'acronyme de Auto Treno Rapido - Autorail Rapide. Les rames ETR et ATR étaient toutes deux des trains de luxe, avec une très haute qualité de services à bord. Toutes les caisses étaient équipées de la climatisation (une première mondiale), élément extrêmement rare pour l'époque sauf dans la voiture privée d'un roi ou d'un chef d'État mais jamais dans toutes les voitures d'un train, même très luxueux. 
Si c'est le groupe milanais Breda C.F. qui avait été chargé de la conception et la construction des rames ETR.200, c'est le turinois FIAT qui fut chargé de l'étude et la construction des rames ATR.100. (Nota : Les FS avaient une codification de leur matériel qui imposait le type de numérotaion des matériels. Le 1er chiffre correspondait au constructeur : 1 pour FIAT, 2 pour Breda, 3 pour OM, 4 pour Ansaldo, etc..).
FIAT Materfer engagea l'étude de la rame en 1934 qui, pour respecter le cahier des charges devait être une rame automotrice articulée avec traction Diesel-mécanique équipée de deux moteurs développant une puissance globale d'au moins 600 Ch pour garantir une vitesse moyenne de 160 km/h.
Fiat présenta son prototype en août 1936, le premier ATR.100 aux FS baptisé Fiat 016 selon la codification interne usine. La rame comportait 3 caisses, les caisses d'extrémité équipées chacune d'un moteur diesel Fiat type V.1612, un V12 à 60° suralimenté développant 500 Ch à 1.700 tr/min. La conception des contacts caisse/voie était très novatrice. N'étant composée que de 3 caisses, Fiat avait réussi à démontrer aux ingénieurs des FS l'intérêt d'avoir des bogies centrales pour 2 caisses selon un schéma dit "Jacobs" alors que les FS auraient préféré le schéma classique de 2 bogies sous chaque caisse. (NDR : on notera au passage que ce principe a été copié par la SNCF et Alstom pour le TGV français alors qu'il augmente excessivement la charge à l'essieu sur la voie et rend très difficile l'extraction d'une voiture au centre de la rame sans avoir recours à des grues puissantes).
La longueur totale de la rame était de 60,50 mètres. La disposition des essieux était (1A)2’2′(A1). Ces rames ont assuré les liaisons entre Turin, Milan et Venise mais également entre Turin et Aoste, Milan, Gênes, Bologne, Venise et Trieste jusqu'au 3 juin 1961, date à laquelle l'électrification de la dernière ligne desservie par ces rames a été opérationnelle.

### Les rames ETR 450 / 460 / 470 Pendolino
Les rames ETR (Elettro Treno Rapido) sont des rames pendulaires - Pendolino - à grande vitesse, conçues et fabriquées par le constructeur italien Fiat Ferroviaria à partir de 1976. La première fut l'ETR 401, suivie de l'ETR 450. Leur évolution a conduit aux rames ETR 460 bitension, puis aux ETR 470 polytension pour desservir la Suisse et l'Allemagne ainsi que les derniers ETR 480.

### Les rames ETR 500

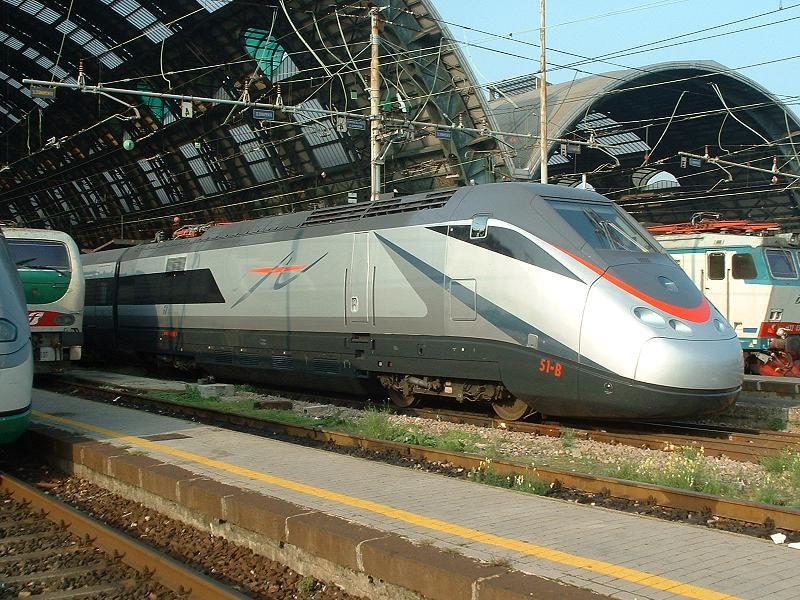
Une rame ETR 500 à la gare de Milano Centrale

L'ETR 500 est une rame à grande vitesse non pendulaire. Sa vitesse moyenne commerciale est supérieure à 300 km/h. 61 rames (58 passagers, 1 marchandises, 2 tests et diagnostics de LGV) ont été mises en service en 1992, il peut être composé de 9 à 14 voitures. Il assure les liaisons baptisées Frecciarossa par les Ferrovie dello Stato Italiane.

### Les rames ETR 600/610
C'est la dernière évolution des rames pendulaires Pendolino dont elles constituent la 4e génération. 

### Les rames ETR 1000
C'est la dernière génération de rames à très grande vitesse italiennes. Capables de circuler jusqu'à 400 km/h, 50 rames polytension comportant 8 voitures sont en service depuis juin 2015.

## La société TAV - Treno Alta Velocità

### Missions
Les principales missions de la société Treno alta velocità (TAV) sont de quatre ordres :
- Diriger les projets de construction de LGV
- Coordonner de l'action des prestataires travaillant sur les projets
- Mener au cours de toutes les phases des projets, les tractations avec les collectivités locales
- Garantir le respect de l'environnement au sein des projets en cours de mise en œuvre, ainsi que la santé et la sécurité du personnel de travaux.

### Qualité de mise en œuvre des projets
Treno alta velocità a obtenu diverses certifications pour la qualité de mise en œuvre de ses processus :
- La certification ISO 9001 version 2000, qui atteste que l'entreprise est capable de répondre correctement au besoin du client
- La certification ISO 14001 version 2001, qui atteste que l'entreprise est respectueuse de l'environnement à travers tous ses processus